# Marianne Denicourt

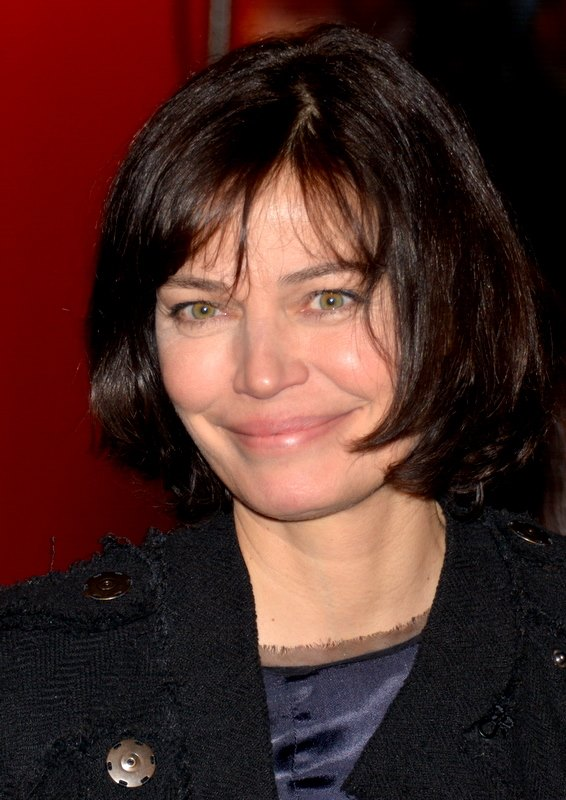
Marianne Denicourt (2015)

Marianne Denicourt (* 14. Mai 1966 in Paris; eigentlich Marianne Cuau) ist eine französische Schauspielerin.

## Leben
Von 1985 bis 1986 studierte Denicourt bei Patrice Chéreau an der Schauspielschule des Théâtre des Amandiers im westlichen Pariser Vorort Nanterre. Im Vor- und Abspann ihrer Filme wird sie auch als Marianne Cuau oder Marianne Dénicourt genannt. Ihre Schwester ist Emmanuelle Cuau, die ebenfalls als Schauspielerin sowie als Regisseurin (Circuit Carole, 1995) tätig ist.
In Michel Devilles Literaturverfilmung Die Vorleserin mit Miou-Miou in der Titelrolle hatte Denicourt 1988 einen ihrer ersten Leinwandauftritte. Unter der Regie von Jacques Rivette stand sie 1991 in Die schöne Querulantin neben Michel Piccoli, Jane Birkin und Emmanuelle Béart vor der Kamera. Vier Jahre später war sie auch in Rivettes Filmkomödie Vorsicht: Zerbrechlich! (1995) in einer der drei weiblichen Hauptrollen zu sehen. In der europäischen Koproduktion Feuerreiter verkörperte sie 1998 Susette Gontard, die Geliebte des von Martin Feifel gespielten deutschen Dichters Friedrich Hölderlin. In dem Fernsehzweiteiler Balzac – Ein Leben voller Leidenschaft über den von Gérard Depardieu verkörperten Honoré de Balzac spielte sie 1999 Victor Hugos Ehefrau Adèle Hugo. Ab 2017 arbeitete sie wiederholt mit Regisseur Claude Lelouch zusammen, wie etwa für das Filmdrama Die schönsten Jahre eines Lebens (2019), in dem sie an der Seite von Jean-Louis Trintignant, Anouk Aimée und Monica Bellucci eine Nebenrolle innehatte.
Denicourt war mit dem Schauspieler Daniel Auteuil liiert, mit dem sie für die Filme The Lost Son (1999) und Sade (2000) gemeinsam vor der Kamera stand. Ihre Verbindung mit dem Regisseur Arnaud Desplechin, mit dem sie drei Filme drehte, hatte ein literarisches Nachspiel, indem sie zusammen mit Judith Perrignon einen autobiografischen Roman Mauvais génie veröffentlichte, in dem sie die Bloßstellung ihrer familiären Verhältnisse in dessen Film Das Leben ist seltsam (2004) verarbeitete. In einem Schadensersatzprozess bezüglich dieses Vorwurfs unterlag sie.
Bei den französischen Wahlen 2002 unterstützte sie den Kandidaten Lionel Jospin.

## Filmografie (Auswahl)
- 1987: Hôtel de France
- 1988: Die Vorleserin (La lectrice)
- 1989: Geheimauftrag Erdbeer Vanille (Vanille fraise)
- 1990: Aventure de Catherine C.
- 1991: Wer rastet, der rostet (Pierre qui roule) (TV-Film)
- 1991: Die schöne Querulantin (La belle noiseuse)
- 1991: Das Leben der Toten (La vie des morts)
- 1992: Die Wache (La sentinelle)
- 1992: Kommissar Navarro (Navarro, TV-Serie, eine Folge)
- 1993: Julie Lescaut (TV-Reihe, eine Folge)
- 1994: Doomsday Gun – Die Waffe des Satans (Doomsday Gun) (TV-Film)
- 1995: Vorsicht: Zerbrechlich! (Haut bas fragile)
- 1995: Unschuldige Lügen (Innocent Lies)
- 1996: Ich und meine Liebe (Comment je me suis disputé … (ma vie sexuelle))
- 1996: Der schöne Sommer (Le bel été 1914)
- 1997: Der Tag und die Nacht (Le jour et la nuit)
- 1998: Feuerreiter
- 1999: The Lost Son
- 1999: Balzac – Ein Leben voller Leidenschaft (TV-Film)
- 2000: Sade
- 2001: Heidi
- 2001: Meine beste Freundin (Me Without You)
- 2002: Monique
- 2004: L’Américain
- 2009: La sainte Victoire
- 2009: Reporters (TV-Serie, sieben Folgen)
- 2012: Um Bank und Kragen (Bankable) (TV-Film)
- 2013: Nicolas Le Floch (TV-Reihe, eine Folge)
- 2014: La crème de la crème
- 2016: Der Landarzt von Chaussy (Médecin de campagne)
- 2017: Chacun sa vie
- 2018: Gier – Rausch des Goldes (Guyane) (TV-Serie, fünf Folgen)
- 2019: Die schönsten Jahre eines Lebens (Les plus belles années d’une vie)
- 2019: La vertu des impondérables
- 2020: They Were Ten (Ils étaient dix) (TV-Miniserie, sechs Folgen)
- 2024: Oh la la – Wer ahnt denn sowas? (Cocorico)